# Marco Monaldi
Marco Monaldi (Loreto, 16 agosto 1988) è un arbitro di calcio italiano.

## Carriera
Affiliato alla sezione AIA di Macerata, nel 2015 viene promosso in Serie D, e nel 2018 viene designato per dirigere la finale di Coppa Italia Serie D San Donato Tavarnelle-Campodarsego. Nel 2018 viene promosso in Serie C. Dopo cinque stagioni trascorse in Serie C, il 3 luglio 2023 viene annunciata dall'AIA la sua promozione in Serie A e B.
L'esordio in Serie A avviene nella stagione 2024-2025, alla 38ª giornata di campionato, dove è designato per Bologna-Genoa.
Il 1° luglio 2025 viene avvicendato dalla CAN per motivate valutazioni tecniche.